# Brun stenkrypare
Brun stenkrypare (Lithobius forficatus) är en vanlig kastanjebrun enkelfoting. Den förekommer huvudsakligen i Europa och Nordafrika, men har följt med människan även till Amerika, Australien och Asien.
Brun stenkrypare kan vanligen hittas under stenar och i lövrik terräng och har en längd på 14 – 31 millimeter och en tjocklek på 4 millimeter. Enstaka exemplar kan bli över 4 centimeter långa. Antennerna består av 35 – 49 segment och är cirka en tredjedel av längden. Den har 16 – 40 punktögon på vardera sidan huvudet.

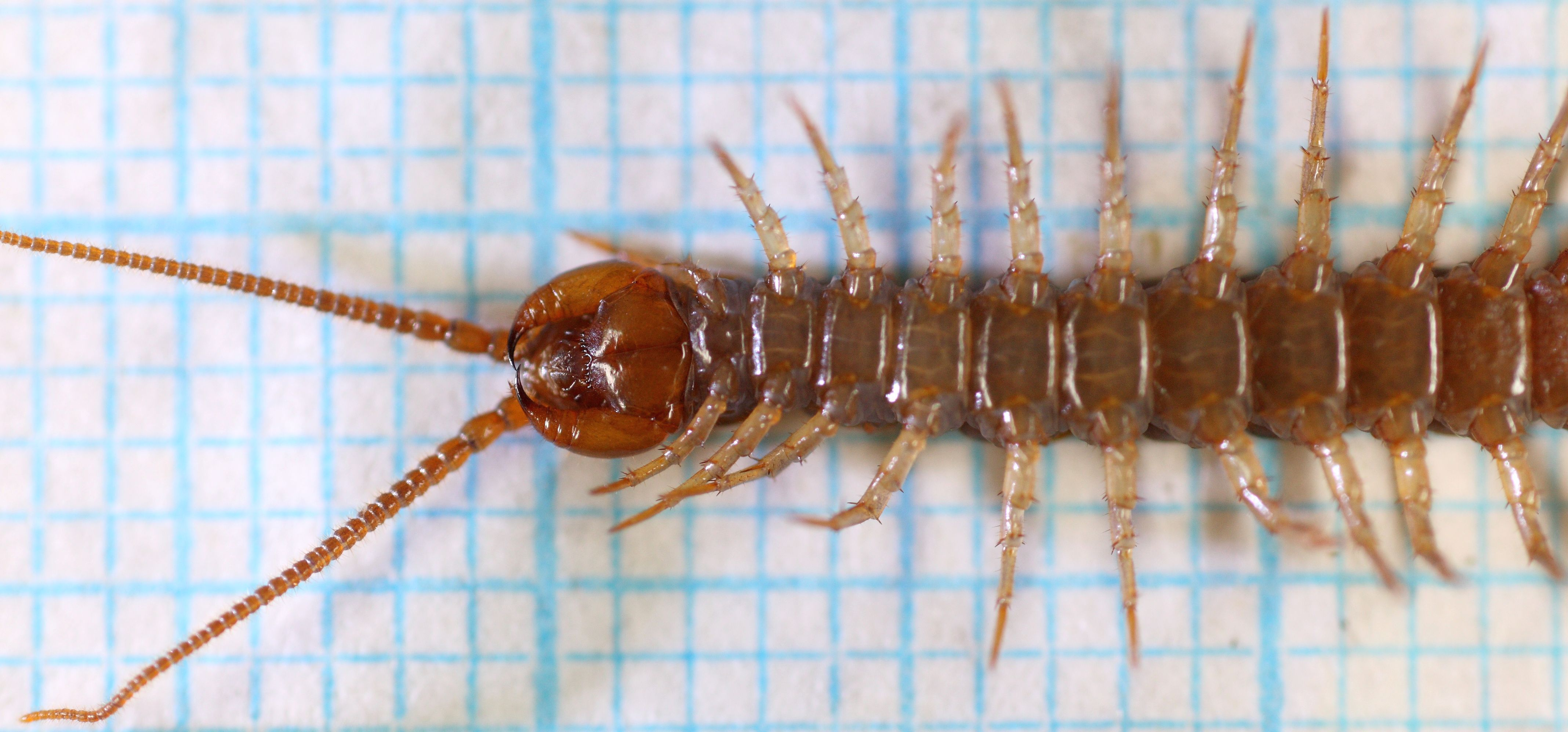
Undersidan, frambenen med giftgaddar

Brun stenkrypare är ett rovdjur som har giftgaddar. Dessa gaddar har ungefär lika starkt gift som den svenska getingen och är således inte farlig för människan. Den livnär sig bland annat på smådjur, insekter, maskar och gråsuggor.